# Tânia Caldas
Tânia Caldas (Rio de Janeiro, 1947) é uma promotora de eventos e socialite brasileira, que já foi atriz e modelo, e mais conhecida por ter sido esposa do playboy Jorge Guinle e do ator Raul Cortez, com quem teve uma filha.

## Biografia
Tânia figurava as colunas sociais de Zózimo; em 1971 ele dava a seguinte nota: "Tânia Caldas será a estrela do filme que Bruno Barreto (filho de Luís Carlos) vai fazer sobre a peça de Antônio Bivar, Longe Daqui, Aqui Mesmo".
Zózimo ainda conta que ela, em dezembro de 1973, protagonizou numa festa um grande susto: seu vestido pegou fogo e não havia extintores à mão para apagar; o incidente não rendeu maiores consequências além do registro do colunista.
Em abril de 1977 viajou com Jorginho para Nova York, onde se encontraram com amigos brasileiros no bar do hotel Sherry Netherland;  enquanto ela ficava na cidade e Guinle ia a Hollywood para a festa do Oscar, Tânia teve todas as joias que levara roubadas no quarto do hotel. Em dezembro desse mesmo ano ela ilustrou a capa da primeira edição da revista masculina Interview, onde a manchete dizia: "Eu nunca fui uma cortesã de Jorge Guinle nem de ninguém. Serei Tânia Caldas forever!"
Caldas e Raul assumiram seu relacionamento em 1978 e foram morar num apartamento no Leblon, à rua Visconde Albuquerque (perto da praia, bastante amplo e confortável e decorado por Tânia num jeito tropical, arrojado); no ano seguinte nasceu a filha do casal, Maria, no Hospital São Silvestre; isto pra o ator teve grande importância, pois o quarto do hospital em que a filha nascera fora o mesmo em que morrera, cinco anos antes, o dramaturgo Oduvaldo Vianna Filho - autor da peça que ele encenava naquele período e que marcava o início do chamado processo de abertura da ditadura militar. No apartamento do casal a sala era decorada com um grande quadro da atriz com a matéria que fizera na Interview; Cortez estrearia na televisão no ano seguinte, 1980, tornando-se um ator popular.
O casal não era avesso à badalação e mesmo Raul gravando novela durante o dia e apresentando-se no teatro à noite, iam sempre à Hippopotamus e a fama repentina do ator, que fazia um cirurgião plástico playboy na novela Água Viva, repentinamente o fez cobiçado pelas mulheres que o assediavam; numa pizzaria, certa feita, Tânia quase bateu numa fã, indo para cima dela dizendo: "Tira a mão dele!".
Com a morte da cunhada Regina, o casal se mudou em 1984 para São Paulo, pois Cortez queria ficar perto da família; compraram uma velha mansão no Morumbi que a filha deles, Maria, chamava de "casa de bruxa"; A casa seria mal-assombrada e diziam que os casais que ali viveram se separavam; o mesmo aconteceu a Tânia e Raul, que logo terminaram a união, em 1987; Maria ficou com o pai.
Caldas voltou para o Rio, onde trabalha como promoter.

## Filmografia
- O Barão Otelo no Barato dos Bilhões (1971)
- Gente que Transa (1974)
- Cada Um Dá o Que Tem (1975)